# Ивановка (Светлоярский район)
Ивановка — село в Светлоярском районе Волгоградской области России, в составе Кировского сельского поселения.
Население — 998 (2010)

## География
Ивановка расположена в степной зоне на крайнем юге Приволжской возвышенности, относящейся к Восточно-Европейской равнине, при балке, являющейся правым притоком реки Червлёная, на высоте около 90 метров над уровнем моря. Рельеф местности холмисто-равнинный. В балке, при которой расположено село, имеются пруды. В 2 км к югу и юго-западу от села проходит Волго-Донской канал. Западной границей села является железнодорожная ветка Канальная — Максима Горького. Почвы — каштановые солонцеватые и солончаковые и солонцы (автоморфные).
Географическое положение
По автомобильным дорогам расстояние до центра Волгограда составляет 52 км, до районного центра посёлка Светлый Яр — 44 км, до административного центра сельского поселения посёлка Кирова — 19 км.
Климат
Климат умеренный континентальный с жарким летом и малоснежной, иногда с большими холодами, зимой (согласно классификации климатов Кёппена — Dfa). Температура воздуха имеет резко выраженный годовой ход. Среднегодовая температура положительная и составляет +8,3 °С, средняя температура января −7,3 °С, июля +24,2 °С. Расчётная многолетняя норма осадков — 380 мм, наибольшее количество осадков выпадает в декабре (39 мм) и июне (38 мм), наименьшее в марте (24 мм).

## История
Село основано в 1852 году. Первые поселенцы — вольноотпущенные крестьяне графа Орлова-Денисова, малороссы. По фамилии графа поселение первое время также было известно как Денисовка. В 1860 году в посёлке имелось 55 дворов, проживало 145 душ мужского и 126 женского пола. Посёлок относился к Отрадинской волости Царицынского уезда Саратовской губернии. Располагался на границе с Малодербетовским улусом Астраханской губернии, считался самым южным поселением Саратовской губернии
Жители занимались хлебопашеством, скотоводством, бахчеводством и чумачеством. В 1894 году в селе имелось 126 семей, проживало 364 души мужского и 354 женского пола. В 1898 году в селе имелась 1 церковно-приходская школа, 2 маслобойни, 7 ветряных мукомольных мельниц, кузница, 3 мелочных и 1 винная лавка.
С 1935 года Ивановка входит в состав Красноармейского района (с 1960 года — Светлоярский район) Сталинградского края (с 1936 года — Сталинградской области), с 1961 года — Волгоградская область). В 1954 году Ивановский сельсовет был переименован в Кировский, центром сельсовета стал посёлок имени Кирова.

## Население
Динамика численности населения по годам:
| 1860 | 1883 | 1894 | 1897 | 1911 | 2002 |
| ---- | ---- | ---- | ---- | ---- | ---- |
| 271  | 687  | 718  | 611  | 967  | 963  |

| 2010 |
| ---- |
| 998  |

## Инфраструктура
Школа, медпункт, три магазина, регулярное автобусное сообщение (автобус номер 103, идущий по маршруту АК1208-с. Ивановка).
Детский сад, Ивановский Дом Культуры, самая большая в районе библиотека.